# El movimiento: The Mixtape
El movimiento: The Mixtape es el nombre del segundo mixtape del cantante de reguetón, J Álvarez. Fue publicado el 12 de septiembre de 2010 bajo el sello Flow Music, a cargo de DJ Nelson.
Contiene los sencillos «Regálame una noche» junto a Arcángel y «Junto al amanecer», los cuales también fueron incluidos en su primer álbum de estudio Otro nivel de música.

## Lista de canciones
- Adaptados desde TIDAL.[4]

| N.º | Título                                                       | Duración |  |
| 1.  | «On Top of the World Music (Intro)»                          | 3:25     |  |
| 2.  | «Ven búscame» (con Yaga & Mackie)                            | 4:13     |  |
| 3.  | «No me dejes con las ganas»                                  | 3:01     |  |
| 4.  | «Pegaita a la bocina»                                        | 3:18     |  |
| 5.  | «Regálame una noche» (con Arcángel)                          | 4:09     |  |
| 6.  | «Aprovéchalo»                                                | 4:03     |  |
| 7.  | «Bailarina»                                                  | 3:45     |  |
| 8.  | «Ponte pa' mi»                                               | 3:29     |  |
| 9.  | «Arriésgate» (con Juno)                                      | 4:34     |  |
| 10. | «Ella esta encendía»                                         | 3:27     |  |
| 11. | «En la búsqueda»                                             | 3:30     |  |
| 12. | «Junto al amanecer»                                          | 4:10     |  |
| 13. | «Deja» (con Jory, Ñejo & Dálmata)                            | 4:35     |  |
| 14. | «Esto aquí no para» (con Nova & Jory, Ñengo Flow)            | 4:36     |  |
| 15. | «Y así» (con Cheka)                                          | 3:38     |  |
| 16. | «Pal motel»                                                  | 3:30     |  |
| 17. | «Tumba el piquete (Remix)» (con Voltio, Yaga & Mackie, Jory) | 5:33     |  |
| 18. | «Junto al amanecer (Salsa versión)»                          | 3:43     |  |
| 19. | «Todo de ti» (con Manu TJ)                                   | 3:28     |  |
| 20. | «Vivir sin ti» (con Wolfine)                                 | 3:40     |  |
| 21. | «El mundo da vueltas»                                        | 3:59     |  |